# Antigenidasz
Antigenidasz (Ἀντιγενίδας, Thébai, aktív a Kr. e. 4. század első harmadában) ünnepelt ókori görög aulosz-játékos, költő.
Szatürosz vagy Dionüsziosz fia volt, Nagy Sándor korában élt. Két lánya, Melo és Szatüra apjuk mesterségét folytatta, nevük az Anthologia Palatina egy epigrammájában szerepel. A Szuda-lexikon szerint Philoxenosz aulódosza volt, de ez bizonyára elírás, nyilván  a híres dithüramboszköltő hangszeres kísérője, vagyis aulétésze lehetett.
Theophrasztosz a Növények természetrajzában az aulosz nádfúvókájához használt nád feldolgozásával kapcsolatban arról értekezik, hogy az Antigenidasz előtti időkben az auloszjáték technikája „megformálatlan”, „természetes” (aplasztosz) volt, az ő nevéhez kapcsolódik a későbbi „megformált” játékmódra való áttérés (plaszisz).